# Суеверие (фильм, 1982)
«Суеверие» (англ. Superstition) — фильм ужасов канадского режиссёра Джеймса Роберсона, снятый в 1982 году.

## Сюжет
Церковный приход маленького городка имеет большие проблемы с недвижимостью — в принадлежащем общине доме периодически происходят зловещие убийства, а в расположенном рядом со зданием Чёрном пруду тонут люди. Местные власти требуют от священников или уничтожить эти объекты, или навести там порядок. Тогда в доме проводят ремонт и поселяют туда многодетную семью церковного служителя Джорджа Лехи. Однако проблемы на этом не заканчиваются.
Тогда преподобный Дэвид Томпсон решает узнать больше об указанном месте у сумасшедшей старухи. Она, во-первых, рассказала о таинственной хозяйке, которой служил её сын, во-вторых, сообщает, что вся эта история берёт своё начало в 1692 году. Тогда Томпсон едет в старый католический костёл, где надеется узнать больше о событиях того времени. Оказывается, тогда жители городка под руководством священника Эндрю Пайка казнили ведьму Элондру Шэрек, однако вместо сожжения злодейку лишь утопили в местном пруду.
Пока священник изучал церковные летописи, полицейский инспектор Стерджёсс пытается найти пропавшего мальчика Джастина. При этом он выясняет, что в доме есть потайные комнаты. Действительно, там есть комната, где обитает сын старухи и лежат трупы некоторых жертв. Инспектор отправляет своих сотрудников с арестованным в участок, а сам решает обследовать это место. Тогда и он становится жертвой демонического убийцы, а затем он утаскивает и убивает Мелинду, жену служителя, затем самого Джорджа, их дочь Шерил, а затем и вторую дочь — Энн. Тогда Томпсон выливает в пруд несколько канистр бензина и поджигает поверхность. Однако это не уничтожает ведьму, которая утаскивает священника под воду…

## Актёры
1. Джеймс Хотон — преподобный Дэвид Хотон
2. Альберт Салми — инспектор Стёрджесс
3. Линн Карлин — Мелинда Лехи
4. Ларри Пеннелл — Джордж Лехи
5. Жаклин Хайд — Эльвира Шэрек
6. Роберт Саймондс — Пайк
7. Хайди Бохей — Энн Лехи
8. Мейло МакКаслин — Шерил Лехи
9. Кэрол Голдман — Элондра
10. Стэйси Кич старший — преподобный Мэйер
11. Ким Мари — Мэри
12. Билли Джейн — Джастин Лехи
13. Джонни Доран — Чарли
14. Беннетт Лисс — Арти
15. Джошуа Кадман — Арлен
16. Джон Олдермен — Ромберг
17. Кэйси Кинг — Холлист

### Издание фильма на носителях в России
Несмотря на всю известность фильма в период видео-пиратства, на DVD фильм в России так и не выпустили. Мало того, на него в свободном доступе есть только любительский одноголосый перевод.           Официально на видеокассетах фильм выпускался в 1995 году студией "Video Premier" (Лазер-видео) с переводом В.Горчакова.    
В видеосалонах фильм был также известен под названием "Ведьма" в переводах неизвестных авторов. Также до "видео-бума" фильм переводили Л.Володарский, А.Гаврилов и другие

### Художественные особенности
В фильме не показывается демонический облик ведьмы, зритель периодически видит только чёрную руку с когтями или неясный силуэт.